# Bocholt (Duitsland)
Bocholt (Nedersaksisch: Bokelt) is een stad in de Duitse deelstaat Noordrijn-Westfalen. De stad telt 71.061 inwoners (31 december 2020) op een oppervlakte van 119,37 km².

## Indeling van de gemeente
De gemeente Bocholt omvat zeven districten (Bezirke): centrum, noordoost, oost, zuidoost, zuidwest, west en noordwest. Daarnaast maken tien dorpen, die tot 1975 zelfstandig waren, deel uit van Bocholt.
Voor statistische doeleinden wordt de stad Bocholt ingedeeld in 32 stukken.
De gemeente bestaat officieel dus uit 11 Stadtteile:
- Barlo
- Biemenhorst
- Bocholt-kernstad, nog onderverdeeld in 7 stadswijken
- Hemden
- Holtwick
- Liedern
- Lowick
- Mussum
- Spork
- Stenern
- Suderwick, aan de grens met Dinxperlo in Nederland.

## Geografie
Bocholt ligt in het Westmünsterland en grenst in het noorden aan de Nederlandse gemeenten Aalten en Winterswijk en is in het westen van Nederland gescheiden door de gemeente Isselburg. In het zuiden grenst Bocholt aan Hamminkeln, dat tot de Landkreis Wesel, Regierungsbezirk Düsseldorf, behoort. In het oosten grenst Bocholt aan Rhede.
Bocholt is de grootste stad van de Landkreis Borken, en de op twee na grootste stad van het Regierungsbezirk Münster na Münster en Rheine. Het is na Aken de grootste stad aan de Nederlands-Duitse grens.
Bocholt ligt aan de Bocholter Aa. Hoewel Bocholt politiek en cultuurhistorisch tot het Münsterland behoort, ligt het landschappelijk in de Nederrijnse Laagvlakte. Het westelijke deel van Bocholt (15-25 m. + NAP) behoort tot het stroomgebied van de Oude IJssel (Issel)
Ten oosten van Bocholt ligt het natuurpark Hohe Mark.

## Geschiedenis
Bocholt heeft sinds 1222 stadsrechten. Het in de Tweede Wereldoorlog totaal uitgebrande Historische Rathaus is in Nederlandse baksteenrenaissance gebouwd. Na herbouw werd het gebouw weer stadhuis, totdat de gemeente in 1977 een nieuw kantoorgebouw betrok. In het oude stadhuis vinden nog huwelijksvoltrekkingen plaats en recepties. De benedenverdieping is als restaurant ingericht.

## Economie
In Bocholt was vanaf de zestiende eeuw veel textielnijverheid. Tot ver in de twintigste eeuw heeft de textielindustrie een stempel op de ontwikkeling van Bocholt gedrukt. Aan die periode herinnert de TextielFabriek Bocholt, een museum over de geschiedenis van de textielindustrie.
Bocholt vervult een functie als winkelstad, onder andere voor bezoekers uit de Gelderse Achterhoek.

## Bereikbaarheid
- Station Bocholt

## Geboren
- Wilhelm Langheinrich jr. (1904-1987), componist, muziekpedagoog, dirigent en schrijver
- Jürgen Ebert (1954), figuratief beeldhouwer van vooral sculpturen in openbare ruimtes; enkele van zijn werken staan te Vriezenveen.
- Roland Wohlfarth (1963), voetballer
- Jutta Niehaus (1964), wielrenster.
- Peter Hyballa (1975), voetbaltrainer
- Simon Terodde (1988), voetballer
- Pascal Testroet (1990), voetballer
- Ana Cristina Oliveira Leite (1991), Portugees voetbalster
- Benjamin Henrichs (1997), Duits-Ghanese voetballer
- Jette ter Horst (2002), voetbalster

## Afbeeldingen

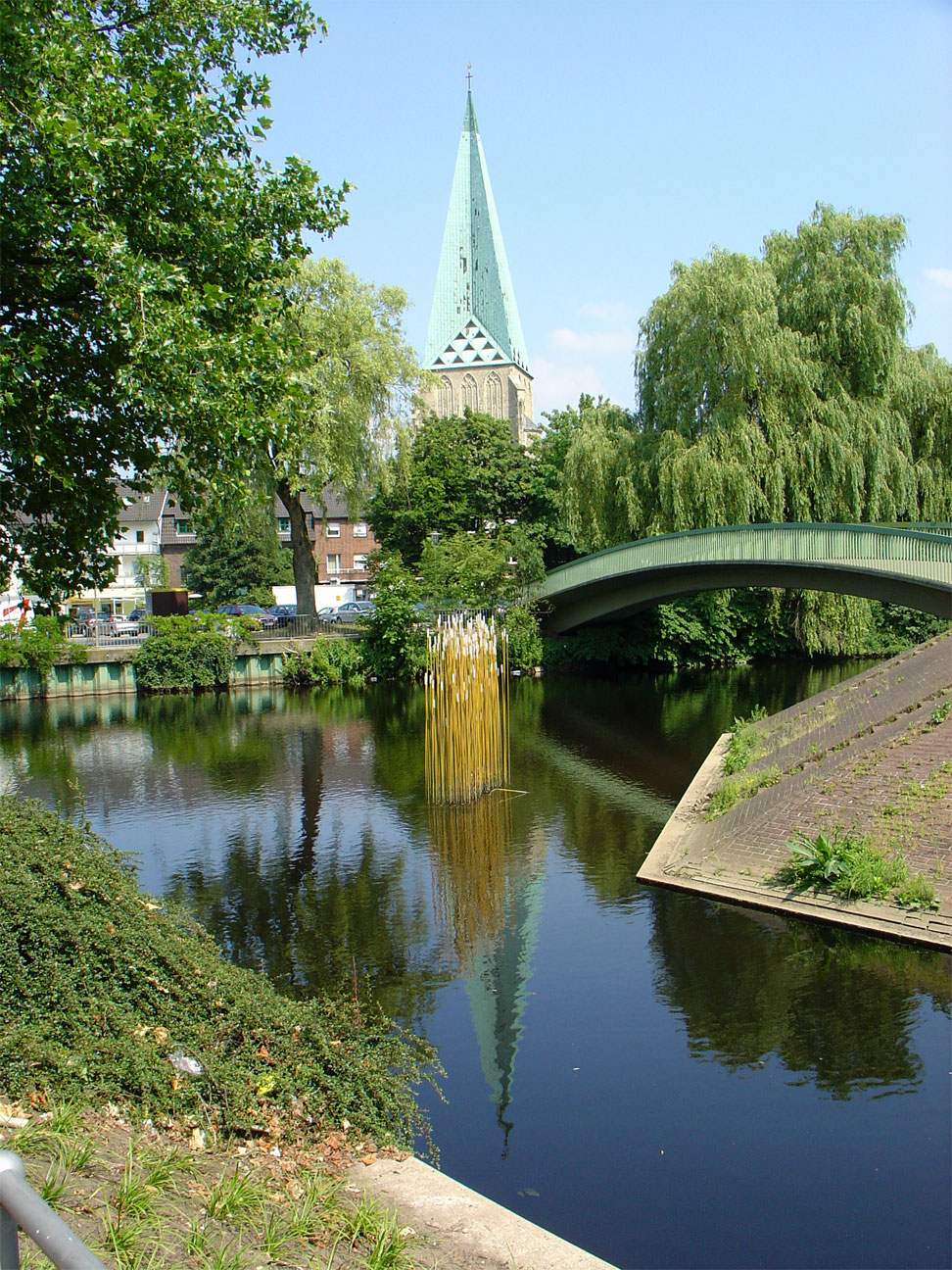
Bocholt aan de Bocholter Aa met de St. Joriskerk
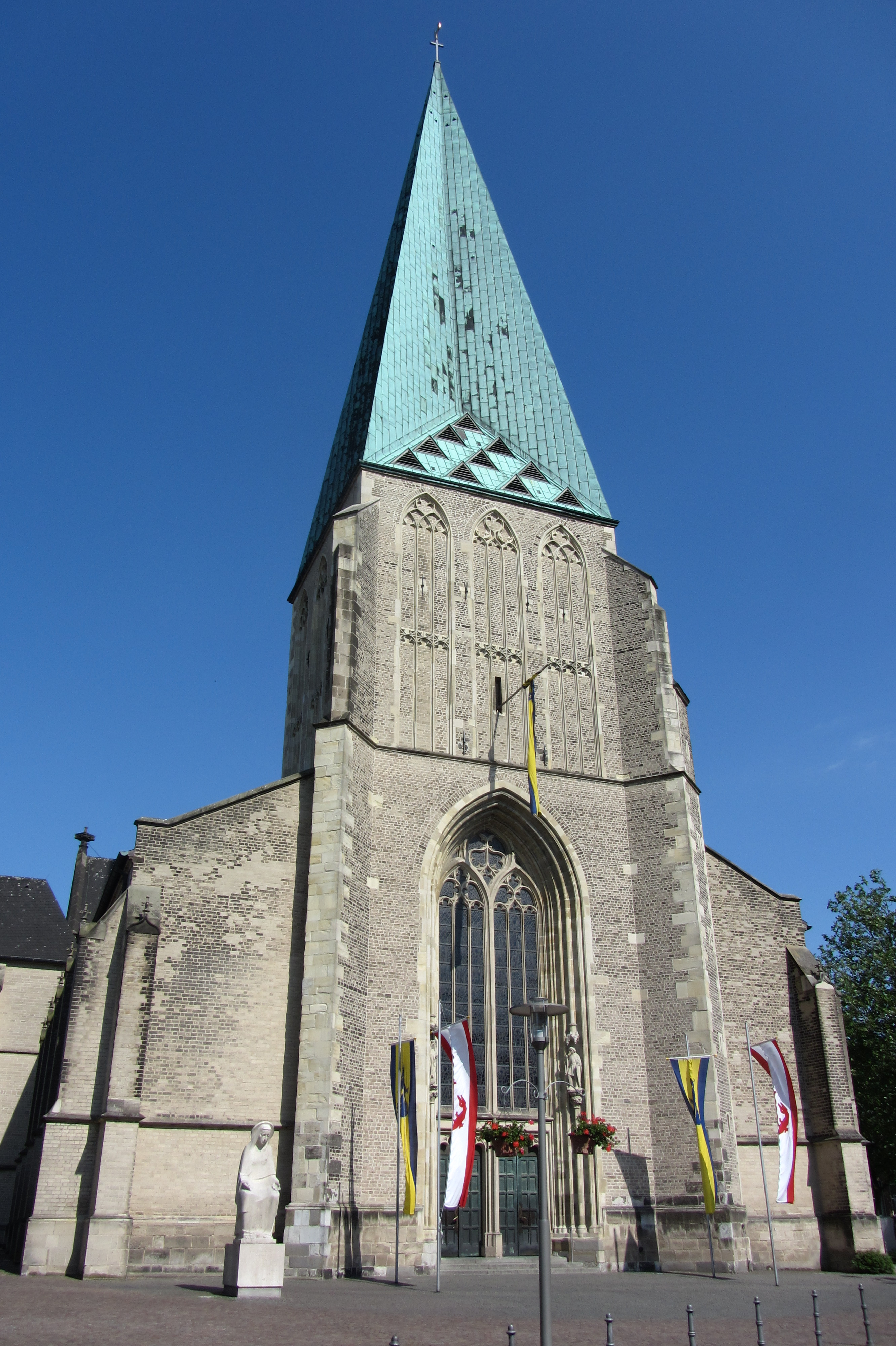
R.K. Sint-Joriskerk (gotische hallenkerk, 15e eeuw)
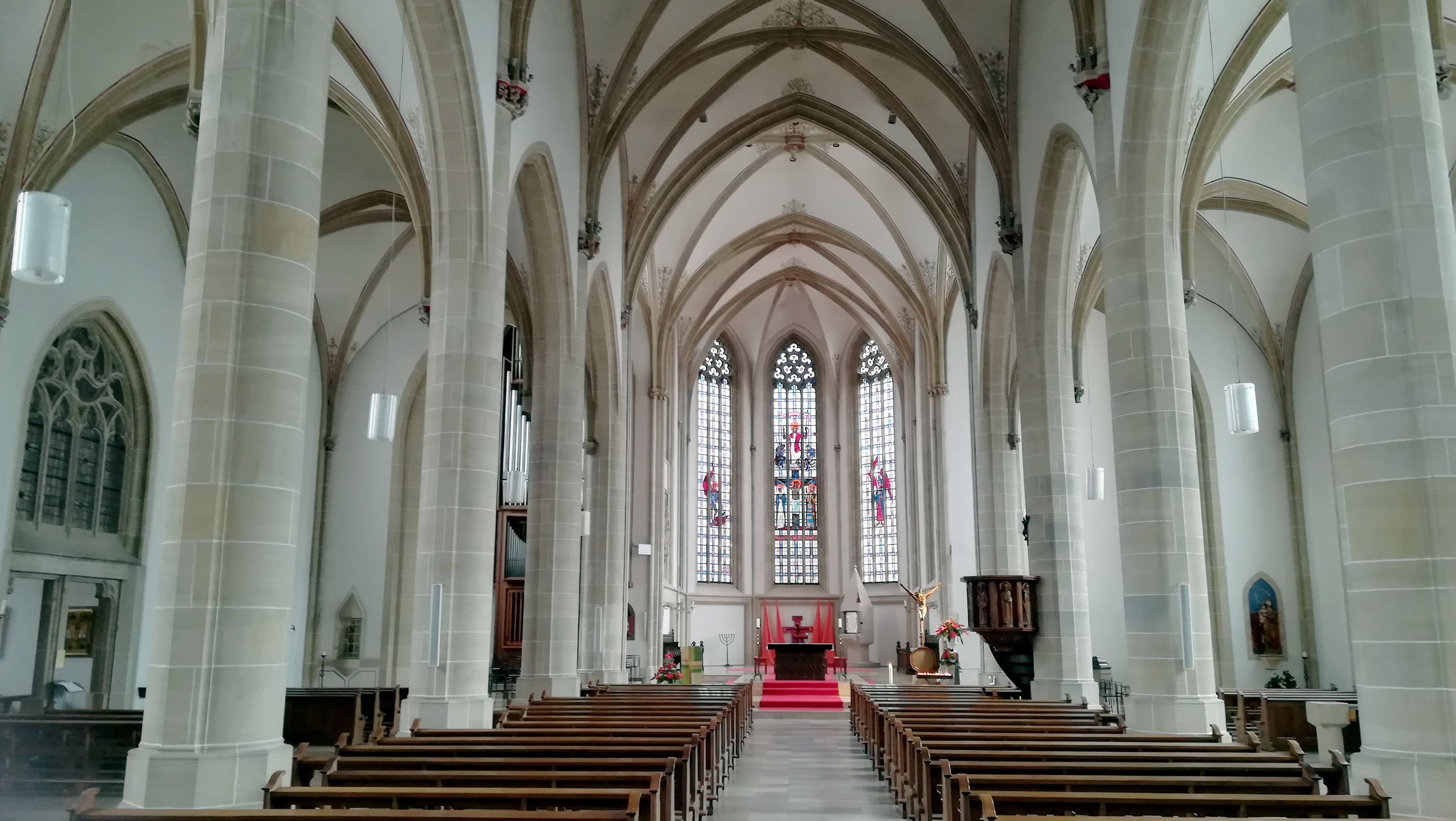
Interieur van deze kerk
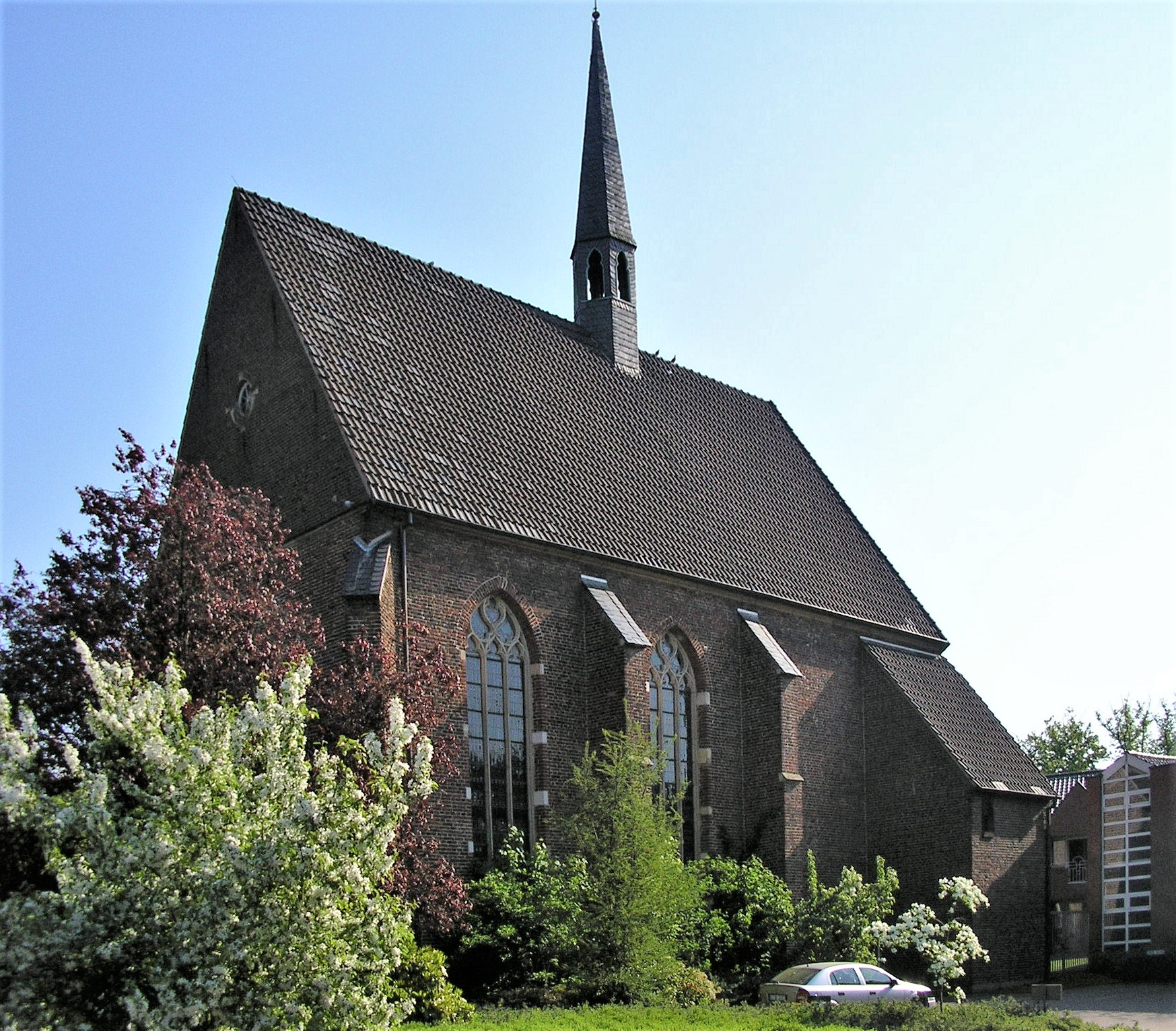
St. Agneskapel (1454; na verwoesting in WO II in 1953 herbouwd)
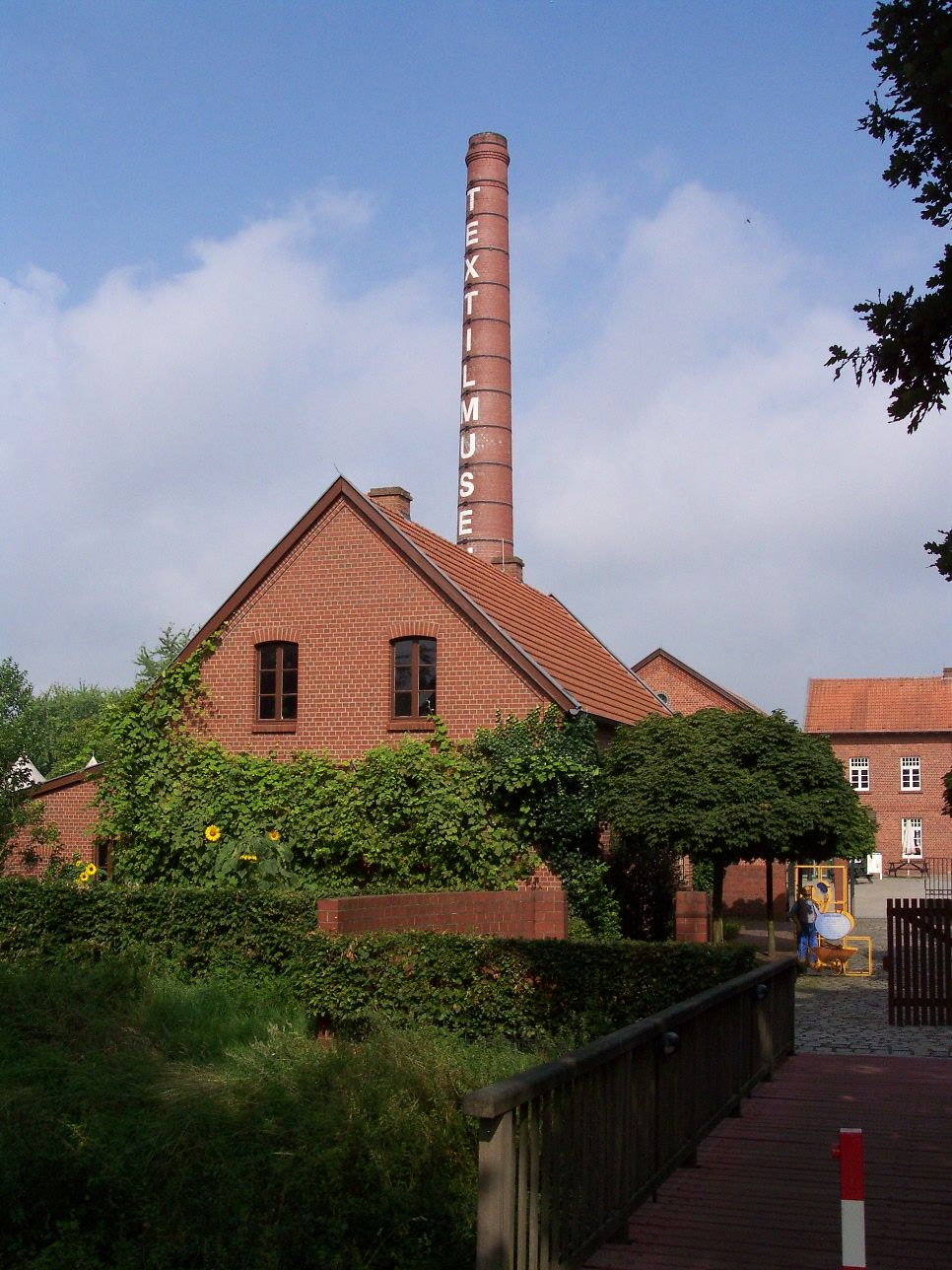
Textielmuseum
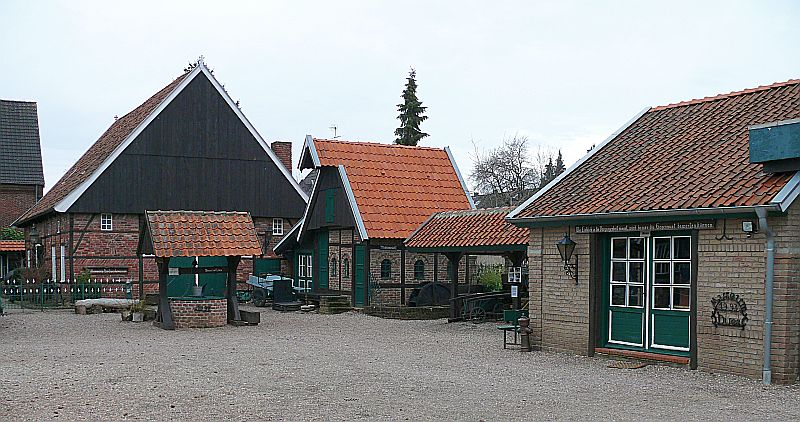
Handwerksmuseum (oude ambachten), in 2019 heropend
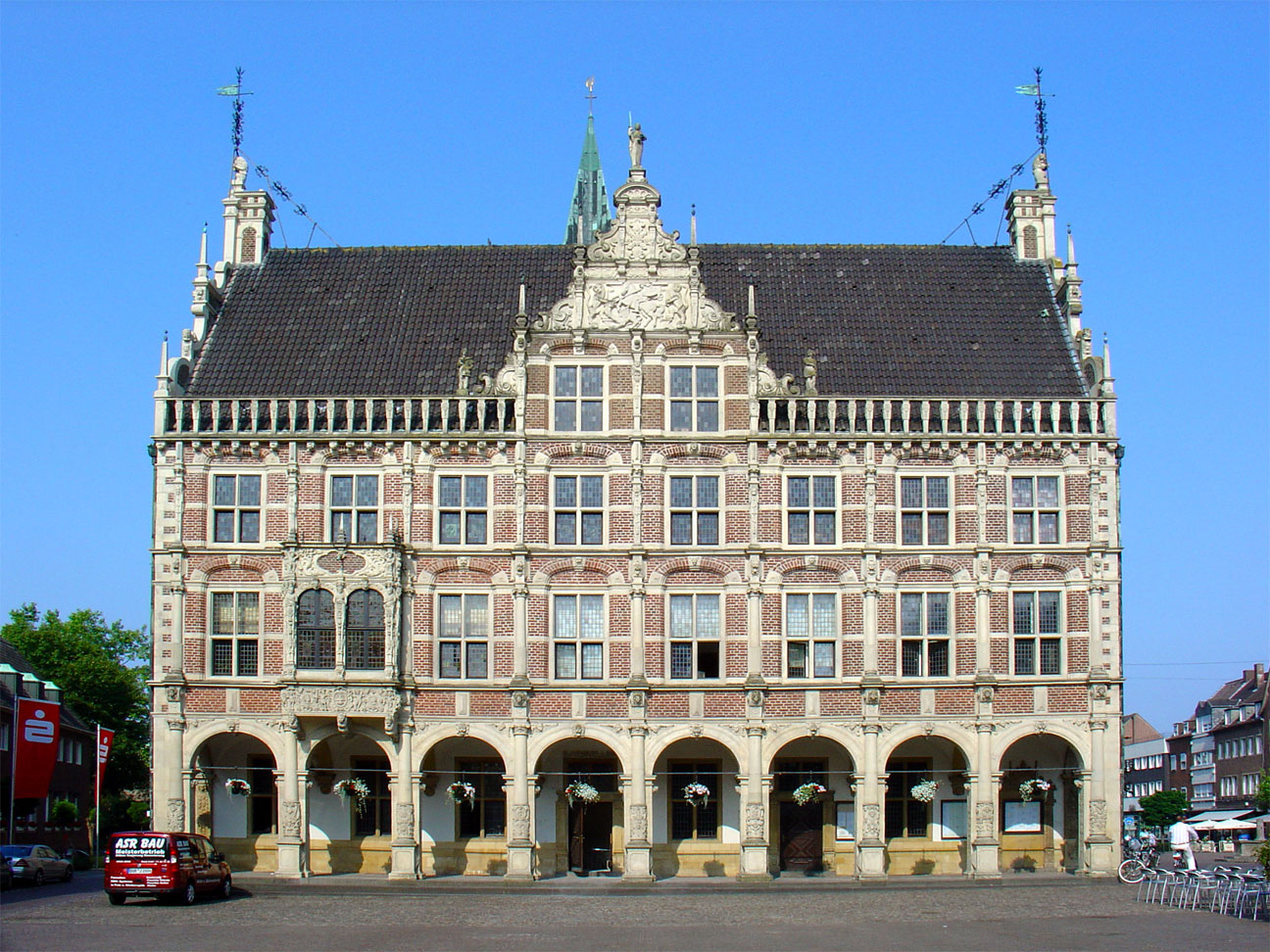
Oude Raadhuis (1628; na verwoesting in WO II in 1955 herbouwd)
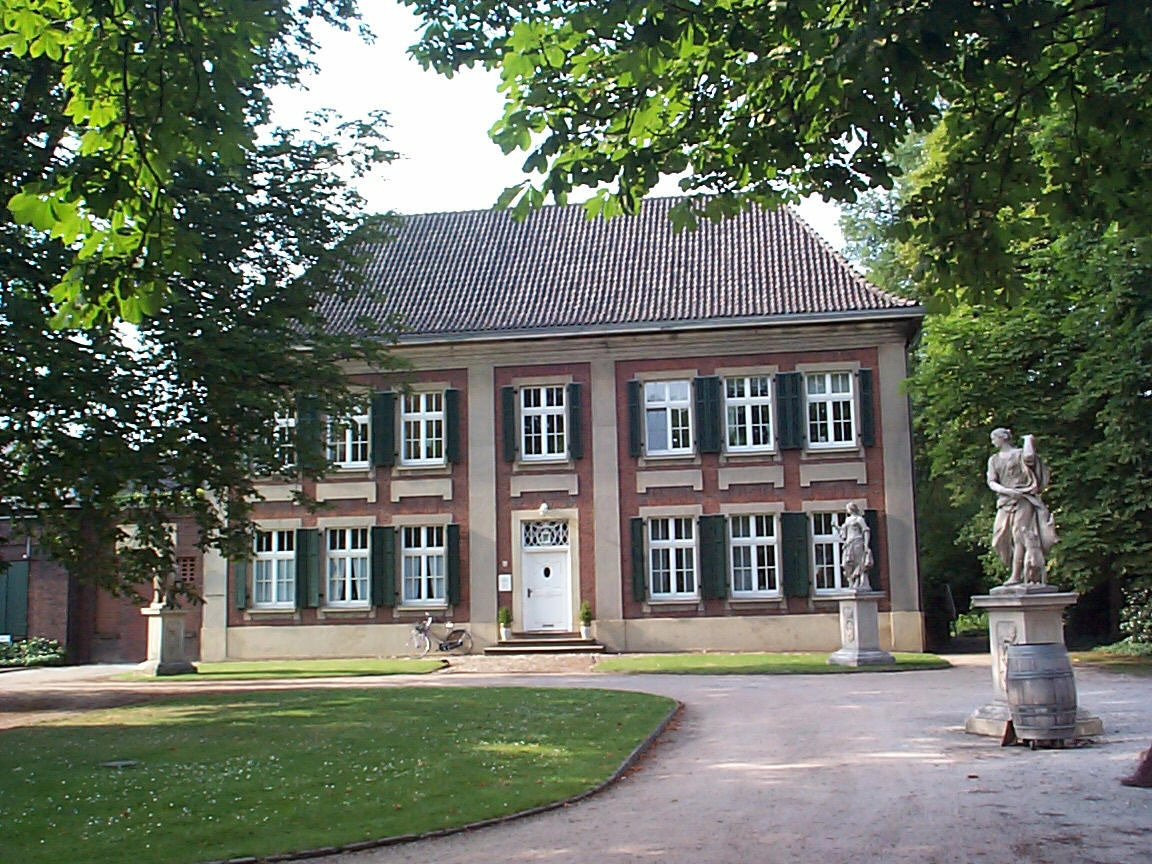
Herenhuis Woord (1795; na verwoesting in WO II in 1949 herbouwd); particulier bewoond.
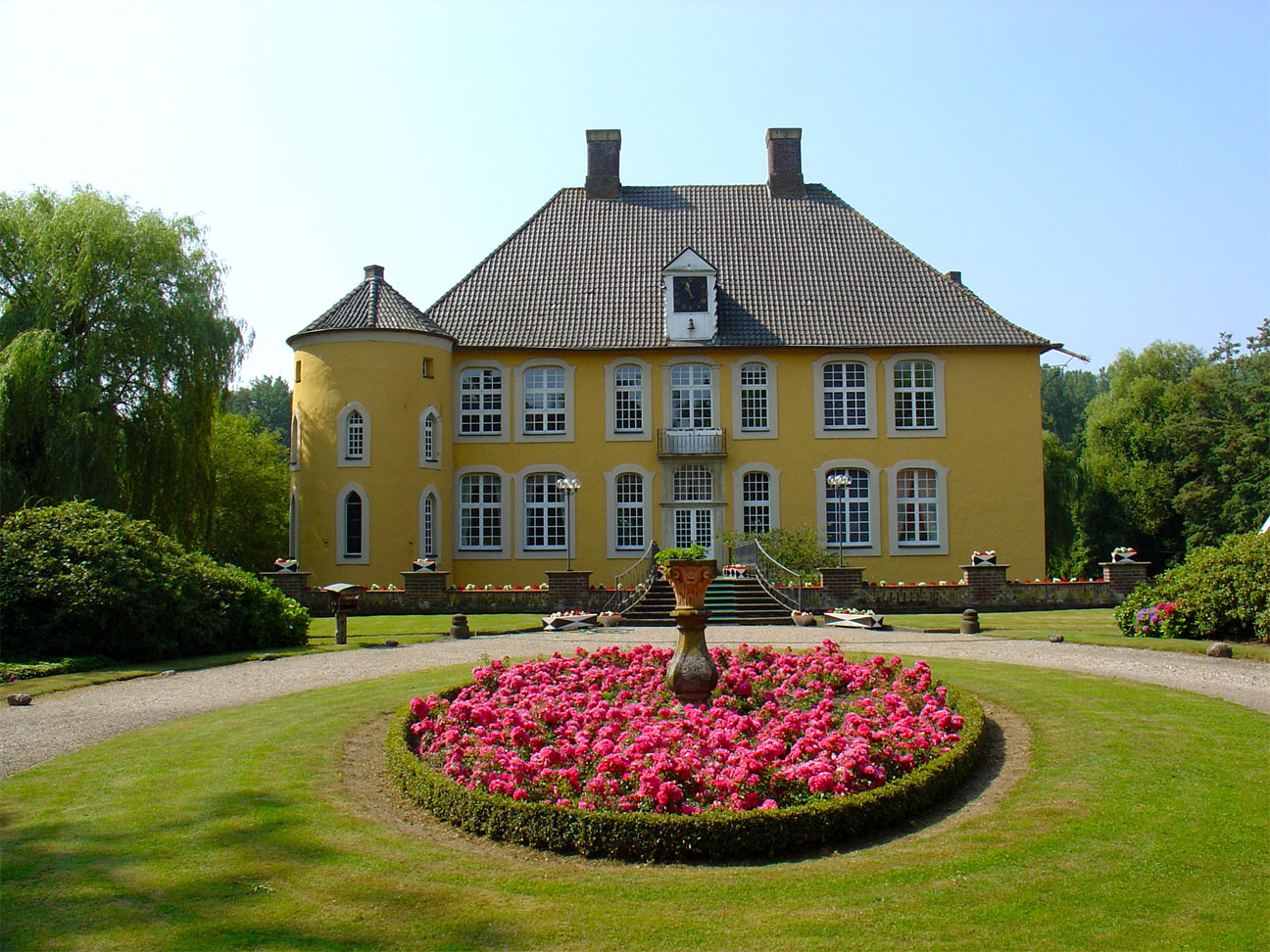
Barlo, kasteel Diepenbrock
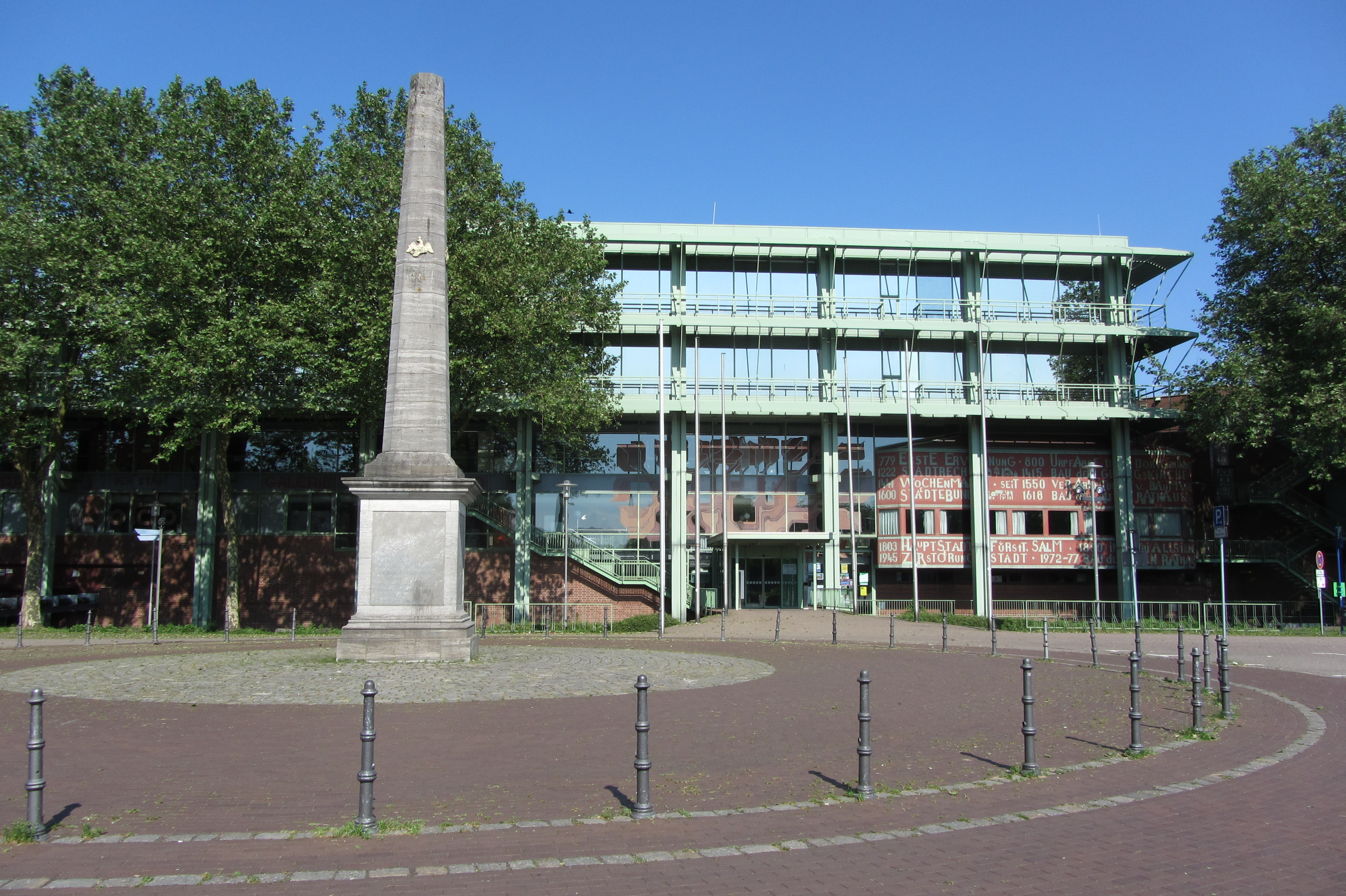
Het nieuwe gemeentehuis van Bocholt

Barlo · Biemenhorst · Hemden · Holtwick · Lankern · Liedern · Lowick · Mussum · Spork · Stenern · Suderwick
Ahaus · Bocholt · Borken ·
Gescher · Gronau · Heek · Heiden · Isselburg · Legden · Raesfeld · Reken · Rhede · Schöppingen · Stadtlohn · Südlohn · Velen · Vreden